# William Aubert

William Aubert, Atelier de couture, 1894

William Aubert est un peintre et professeur d'école d'art suisse, né le 13 février 1856 à La Chaux-de-Fonds et mort dans la même ville le 3 janvier 1942.

## Biographie
William Victor Aubert est un peintre de scènes de genre, de natures mortes, de paysages jurassiens et du lac Léman.
Il se forme dans un atelier de gravure au Locle, puis il est l'élève de William Hirschy à l'École d'arts appliqués de La Chaux-de-Fonds. Il y devient maître de dessin en 1889.
Aubert expose son travail pictural au Locle à partir de 1892, puis à Neuchâtel et à La Chaux-de-Fonds en 1895,.
William Aubert donne priorité à son activité d'enseignant plutôt qu'à sa carrière artistique, comme c'est fréquemment le cas pour la figure de « l'artiste professeur ». En 1891, il est nommé directeur de École d'arts appliqués de La Chaux-de-Fonds, après en avoir été le président de la commission. Il assumera cette tâche de 1891 à 1912.
En 1886, il donne naissance à un fils, Georges Aubert, qui poursuit également une carrière artistique.

## Œuvres
Aubert peint de nombreuses scènes de genre de la vie industrieuse de La Chaux-de-Fonds. Dans ses tableaux d'ateliers, « les valeurs de l'ordre, l'application, la précision, la concentration, la méticulosité, le travail consciencieux et bien fait prédominent ». Au-delà de leur qualité picturale, les œuvres de Aubert ont une valeur documentaire. Elles décrivent l'artisanat et la vie quotidienne de La Chaux-de-Fonds au XIXe siècle, à l'instar de L'Atelier de couture, 1894.

Son travail se rapproche de celui des peintres Édouard Kaiser et Alber Anker. Il fait partie du courant du réalisme socialiste de La Chaux-de-Fonds. Jules Baillods dit à son propos : 

« La peinture doit être semblable à une montre. Elle doit exprimer clairement ce qu'elle a à dire, et comme le bel ouvrage, elle doit être bien finie, bien convenable. »

La majorité de ses œuvres est conservée au Musée des beaux-arts de La Chaux-de-Fonds.